# Élections législatives de 1881 dans l'Aude
Les élections législatives de 1881 ont eu lieu les 21 août et 4 septembre 1881.

## Députés élus
|   | Circonscription | Député sortant   |  | Groupe parlementaire | Député élu       |  | Groupe parlementaire |
| - | --------------- | ---------------- |  | -------------------- | ---------------- |  | -------------------- |
| 1 | Carcassonne     | Théophile Marcou |  | Extrême gauche       | Théophile Marcou |  | Extrême gauche       |
| 2 | Castelnaudary   | Eugène Mir       |  | Gauche républicaine  | Eugène Mir       |  | Gauche républicaine  |
| 3 | Limoux          | François Rougé   |  | Gauche républicaine  | François Rougé   |  | Gauche républicaine  |
| 4 | Narbonne        | Léon Bonnel      |  | Gauche républicaine  | Joseph Malric    |  | Extrême gauche       |

## Résultats à l'échelle du département
| Partis         | Partis                | Premier tour | Premier tour | Deuxième tour | Deuxième tour | Sièges |
| Partis         | Partis                | Voix         | %            | Voix          | %             | Sièges |
| -------------- | --------------------- | ------------ | ------------ | ------------- | ------------- | ------ |
|                | Républicains radicaux | 25 476       | 46,91        | 9 752         | 54,67         | 2      |
|                | Républicains modérés  | 18 052       | 33,24        |               |               | 2      |
|                | Socialistes           | 7 049        | 12,98        | 8 014         | 44,93         | 0      |
|                | Bonapartistes         | 3 201        | 5,89         |               |               | 0      |
|                | Divers                | 533          | 0,98         | 72            | 0,40          | 0      |
|                |                       |              |              |               |               |        |
| Inscrits       | Inscrits              | 94 132       | 100,00       | 29 457        | 100,00        | 4      |
| Votants        | Votants               | 55 619       | 59,09        | 17 979        | 61,03         |        |
| Abstentions    | Abstentions           | 38 513       | 40,91        | 11 478        | 38,97         |        |
| Blancs et nuls | Blancs et nuls        | 1 308        | 2,35         | 141           | 0,78          |        |
| Exprimés       | Exprimés              | 54 311       | 97,65        | 17 838        | 99,22         |        |

## Résultats par arrondissement

### Arrondissement de Carcassonne
| Candidats      | Candidats        | Étiquette           | Premier tour | Premier tour |
| Candidats      | Candidats        | Étiquette           | Voix         | %            |
| -------------- | ---------------- | ------------------- | ------------ | ------------ |
|                | Théophile Marcou | Républicain radical | 13 497       | 97,22        |
|                | Divers           | Divers              | 386          | 2,78         |
|                |                  |                     |              |              |
| Inscrits       | Inscrits         | Inscrits            | 30 398       | 100,00       |
| Votants        | Votants          | Votants             | 14 695       | 48,34        |
| Abstention     | Abstention       | Abstention          | 15 703       | 51,66        |
| Blancs et nuls | Blancs et nuls   | Blancs et nuls      | 812          | 5,53         |
| Exprimés       | Exprimés         | Exprimés            | 13 883       | 94,47        |

### Arrondissement de Castelnaudary
| Candidats      | Candidats      | Étiquette           | Premier tour | Premier tour |
| Candidats      | Candidats      | Étiquette           | Voix         | %            |
| -------------- | -------------- | ------------------- | ------------ | ------------ |
|                | Eugène Mir     | Républicain modéré  | 5 312        | 51,00        |
|                | Alquier        | Bonapartiste        | 3 201        | 30,73        |
|                | Fourès         | Républicain radical | 1 014        | 9,74         |
|                | Jean           | Républicain radical | 847          | 8,13         |
|                | Divers         | Divers              | 42           | 0,40         |
|                |                |                     |              |              |
| Inscrits       | Inscrits       | Inscrits            | 14 738       | 100,00       |
| Votants        | Votants        | Votants             | 10 577       | 71,77        |
| Abstention     | Abstention     | Abstention          | 4 161        | 28,23        |
| Blancs et nuls | Blancs et nuls | Blancs et nuls      | 161          | 1,52         |
| Exprimés       | Exprimés       | Exprimés            | 10 416       | 98,48        |

### Arrondissement de Limoux
| Candidats      | Candidats      | Étiquette          | Premier tour | Premier tour |
| Candidats      | Candidats      | Étiquette          | Voix         | %            |
| -------------- | -------------- | ------------------ | ------------ | ------------ |
|                | François Rougé | Républicain modéré | 7 293        | 57,24        |
|                | Delmas         | Républicain modéré | 5 447        | 42,76        |
|                |                |                    |              |              |
| Inscrits       | Inscrits       | Inscrits           | 19 539       | 100,00       |
| Votants        | Votants        | Votants            | 12 921       | 66,13        |
| Abstention     | Abstention     | Abstention         | 6 618        | 33,87        |
| Blancs et nuls | Blancs et nuls | Blancs et nuls     | 181          | 1,40         |
| Exprimés       | Exprimés       | Exprimés           | 12 740       | 98,60        |

### Arrondissement de Narbonne<
| Candidats      | Candidats      | Étiquette           | Premier tour | Premier tour | Deuxième tour | Deuxième tour |
| Candidats      | Candidats      | Étiquette           | Voix         | %            | Voix          | %             |
| -------------- | -------------- | ------------------- | ------------ | ------------ | ------------- | ------------- |
|                | Joseph Malric  | Républicain radical | 7 839        | 45,39        | 9 752         | 54,67         |
|                | Digeon         | Socialiste          | 7 049        | 40,81        | 8 014         | 44,93         |
|                | Léo Taxil      | Républicain radical | 2 279        | 13,19        |               |               |
|                | Divers         | Divers              | 105          | 0,61         | 72            | 0,40          |
|                |                |                     |              |              |               |               |
| Inscrits       | Inscrits       | Inscrits            | 29 457       | 100,00       | 29 457        | 100,00        |
| Votants        | Votants        | Votants             | 17 426       | 59,16        | 17 979        | 61,03         |
| Abstention     | Abstention     | Abstention          | 12 031       | 40,84        | 11 478        | 38,97         |
| Blancs et nuls | Blancs et nuls | Blancs et nuls      | 154          | 0,88         | 141           | 0,78          |
| Exprimés       | Exprimés       | Exprimés            | 17 272       | 99,12        | 17 838        | 99,22         |